# BECCS
Bio-energie gecombineerd met CO2-afvang en -opslag wordt internationaal aangeduid met BECCS (Bio-Energy with Carbon Capture Storage). BECCS geldt momenteel als de voornaamste methode om actief CO2 uit de atmosfeer te halen. Door de eigenschap van bomen en planten om tijdens de groei CO2 op te nemen te combineren met het afvangen van CO2 die wordt uitgestoten bij het gebruik van biomassa voor energie of in andere industrieën, kan een per saldo negatieve emissie gerealiseerd worden. Bebossing is echter nog steeds vele malen goedkoper dan BECCS.

## Klimaatdoelen
Op de klimaatconferentie van Parijs 2015 werd door 174 landen het Akkoord van Parijs ondertekend. Deze landen spraken af om maatregelen te nemen die het opwarmen van de aarde beperken tot 1,5 of 2 graden Celsius ten opzichte van het pre-industriële niveau. Een belangrijke maatregel is het terugdringen van de uitstoot van broeikasgassen. De meeste wetenschappelijke scenario's stellen echter vast dat dit niet voldoende zal zijn om de opwarming van de aarde te beperken. Er zal ook actief CO2 uit de atmosfeer verwijderd moeten worden. Volgens het Intergovernmental Panel on Climate Change (IPCC) moet er in het jaar 2100 810 miljard ton CO₂ uit de atmosfeer zijn verwijderd. Dit staat gelijk aan twintig keer de huidige jaarlijkse uitstoot. BECCS wordt beschouwd als het belangrijkste en economisch meest aantrekkelijke middel om dit te bewerkstelligen, maar er zijn ook andere methoden beschikbaar, waaronder het direct uit de lucht filteren van de CO₂.

## Negatieve Emissies

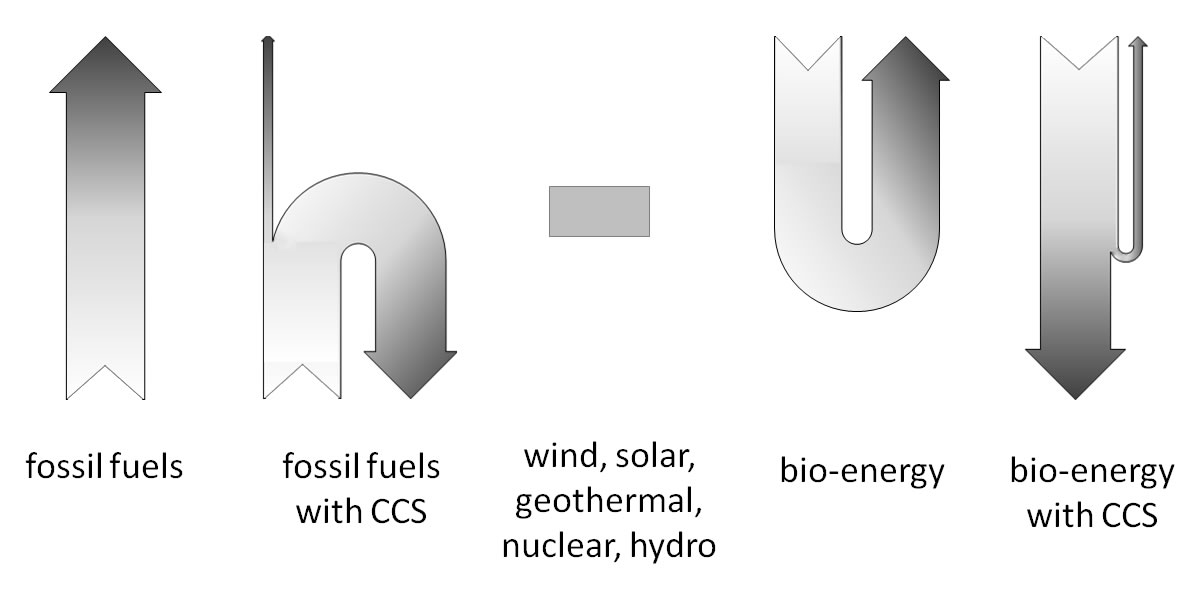
Schema van CO₂ toe-of afname bij verschillende energiesystemen

Wanneer fossiele brandstoffen worden gebruikt om energie op te wekken, komt er CO₂ in de atmosfeer terecht. Deze CO₂ is afkomstig uit onder meer kolen, aardgas en aardolie die miljoenen jaren onder de grond hebben gelegen. De vrijgekomen CO₂ laat de totale hoeveelheid CO₂ in de huidige koolstofkringloop dus toenemen. Het afvangen van de uitgestoten CO₂ door middel van CCS voorkomt dit grotendeels, maar leidt niet tot een afname van de hoeveelheid CO₂ die al in de atmosfeer aanwezig is.
Het gebruik van windmolens, zonnepanelen, waterkrachtcentrales, kerncentrales en geothermische centrales leidt niet tot een toename van de hoeveelheid CO₂ in de atmosfeer, maar ook niet tot een afname. Wel kunnen randzaken als constructie en transport in sommige gevallen leiden tot emissies.
Het gebruik van biomassa voor het opwekken van energie leidt net als bij fossiele brandstoffen tot CO₂-uitstoot. Het verschil met fossiele brandstoffen is dat de gebruikte bomen en gewassen pas onlangs de uitgestoten CO₂ uit de atmosfeer hebben opgenomen. In theorie is het gebruik van biomassa daarom CO₂-neutraal: wanneer voor iedere gebruikte boom en plant een nieuwe wordt aangeplant, die de uitgestoten CO₂ weer geleidelijk opneemt, blijft de totale hoeveelheid CO₂ in de koolstofkringloop stabiel. Over de juiste toepassing en omstandigheden waarin het gebruik van biomassa daadwerkelijk CO₂-neutraal genoemd mag worden bestaat echter veel discussie.
Het realiseren van een situatie waarin er sprake is van per saldo negatieve emissies, is mogelijk door een combinatie van bio-energie met CCS (BECCS). Waar bij het juiste gebruik van biomassa de hoeveelheid CO₂ in de atmosfeer op termijn gelijk blijft, neemt deze door de toevoeging van CCS af. Bij de verbranding van de biomassa wordt dan namelijk bijna geen CO₂ meer uitgestoten, terwijl de opnieuw aangeplante biomassa wel telkens weer opnieuw CO₂ uit de atmosfeer opneemt. De hoeveelheid CO₂ die wordt opgenomen tijdens de groei van een boom of gewas is groter dan wanneer deze reeds volgroeid is.

## Milieuoverwegingen
Evenals bij CCS bestaan er twijfels over de inzet van BECCS voor het reduceren van broeikasgassen.
Uit een gedetailleerde systeemanalyse van CO2-afvang en BECCS door twee energiewetenschappers van het Imperial College London blijkt dat negatieve emissies allerminst gegarandeerd zijn: bij een grootschalige toepassing kan het resultaat zowel negatieve als positieve emissies opleveren, afhankelijk van de aanvoer- en productiesituatie (gewassen, water, transport, energie).
Kritische klimaatwetenschappers vroegen zich al langer af of koolstofafvang in het algemeen, en BECCS in het bijzonder, “technisch realiseerbaar, economisch betaalbaar, milieuvriendelijk, sociaal aanvaardbaar en politiek haalbaar is op een mondiale schaal”. Zij verwijzen meer bepaald naar: 
- de enorme oppervlakte die nodig zou zijn voor het telen van de geschikte gewassen (“één tot driemaal zo groot als India”, volgens Kevin Anderson[13])
- het massale energie- en waterverbruik, nodig voor dit proces[14]
- de concurrentie met voedselgewassen en met biobrandstoffen[14][15]
- de hoogst onzekere economische rentabiliteit van BECCS-projecten[15]
- een onderschatting van de hoeveelheden CO2 die zouden moeten opgevangen worden: in een van de eerste pilootprojecten rond BECCS, de Archer Daniel Midland plant in Decatur (Illinois), hoopt men op enkele jaren tijd 5 miljoen ton koolstofdioxide op te slaan – terwijl in 2016 de totale emissies van de Verenigde Staten alleen al 14 miljoen ton koolstofdioxide per dag bedroegen[14]

Milieugroepen vrezen ten slotte dat het voorstellen van CO2-afvang en BECCS de aandacht afleidt van de noodzaak van diepgaande reducties in de CO2-uitstoot. Een veralgemeend gebruik van BECCS-concepten in klimaatstabilisatiescenario's is mogelijk zelfs “een gevaarlijke afleiding”, aldus klimaatwetenschapper Sabine Fuss.
In februari 2018 kwam de Europese onderzoeksgroep EASAC, na vergelijking van wetenschappelijk onderzoek, tot de conclusie dat negatieve emissietechnologieën (NET's) weliswaar een nuttige rol spelen, maar slechts een beperkt realistisch potentieel hebben, en niet op de schaal van sommige klimaatscenario's (meerdere gigaton per jaar na 2050). Bovendien zouden pogingen om NETs op ruimere schaal in te zetten grote onzekerheden en hoge economische kosten meebrengen, en waarschijnlijk ingrijpende gevolgen hebben op ecosystemen.